# Melle (commune déléguée)
Pour les articles homonymes, voir Melle.
Melle est une ancienne commune du centre-ouest de la France située dans le département des Deux-Sèvres en région Nouvelle-Aquitaine. Depuis le 1er janvier 2019, elle a fusionné avec les communes de Mazières-sur-Béronne, Paizay-le-Tort, Saint-Léger-de-la-Martinière et Saint-Martin-lès-Melle pour former la nouvelle commune de Melle.

## Géographie
Le pays autour de Melle est un pays de doux vallonnement, de prairies et de forêts plantées de châtaigniers, de noyers.
La terre composée de sols argileux parsemés de débris calcaires est riche et permet la culture de la luzerne, du trèfle, du sainfoin et du blé.

### Situation

Chemins de Saint-Jacques-de-Compostelle.

La ville est bâtie sur un promontoire situé au centre du plateau mellois.
Située à 27 km au sud-est de Niort, à 60 km de Poitiers et à 45 km de Saint-Jean-d'Angély, Melle est le chef-lieu du canton, après avoir été sous-préfecture des Deux-Sèvres jusqu'en 1926.
Melle est sur le chemin de la via Turonensis du pèlerinage de Saint-Jacques-de-Compostelle, sur l'axe Poitiers-Saintes.

### Hydrographie
Trois cours d'eau référencés par le Sandre traversent la commune.
Il s'agit de la Béronne (nommée ruisseau de la fontaine de triangle par le Sandre) affluent de la Boutonne, le ruisseau du Rivault et le ruisseau de Vireblanc qui se jettent dans la Béronne. Il faut ajouter le Pinier, lui aussi affluent de la Béronne ainsi que la Légère et la Berlande situées au sud de la commune.

### Transports
Melle est traversée par l’ancienne RN 148, cette route nationale, qui a été déclassée en route départementale 948, relie Noirmoutier à Étagnac (RN 141) en passant par Niort. La RN 150 qui allait dans son tracé initial de Lusignan (Poitiers) à Royan en passant par Saintes et Melle a été déplacée et déclassée en route départementale 950.
La ville ainsi que les usines de Melle étaient reliées au réseau de tramway des Deux-Sèvres.
Actuellement, la ville est desservie par le Réseau de Transport des Deux Sèvres (RDS) sur la ligne Chef Boutonne-Niort.
La gare SNCF la plus proche est celle de Saint-Maixent-l'École, avant celle de Niort.

### Communes limitrophes
| Celles-sur-Belle              | Beaussais-Vitré, Celles-sur-Belle | Sepvret, Chey, Lezay                 |
| Saint-Romans-lès-Melle        | Melle                             | Saint-Vincent-la-Châtre, Fontivillié |
| Vernoux-sur-Boutonne, Périgné | Lusseray, Brioux-sur-Boutonne     | Marcillé                             |

## Toponymie
Les formes anciennes du nom, Medolus vers 760 et Metullo au IXe siècle,  sont d'origine incertaine ; Mellum en 961. Certains y ont vu une forme corrompue du latin metallum (mine, métal), ou un dérivé de metula (la petite borne). Il est possible que ce nom dérive de la racine celtique metl, bien attestée dans les noms de lieux, dont le sens exact est discuté : hauteur? enclos ? mais plus certainement moissonneur (metelo-)

## Histoire

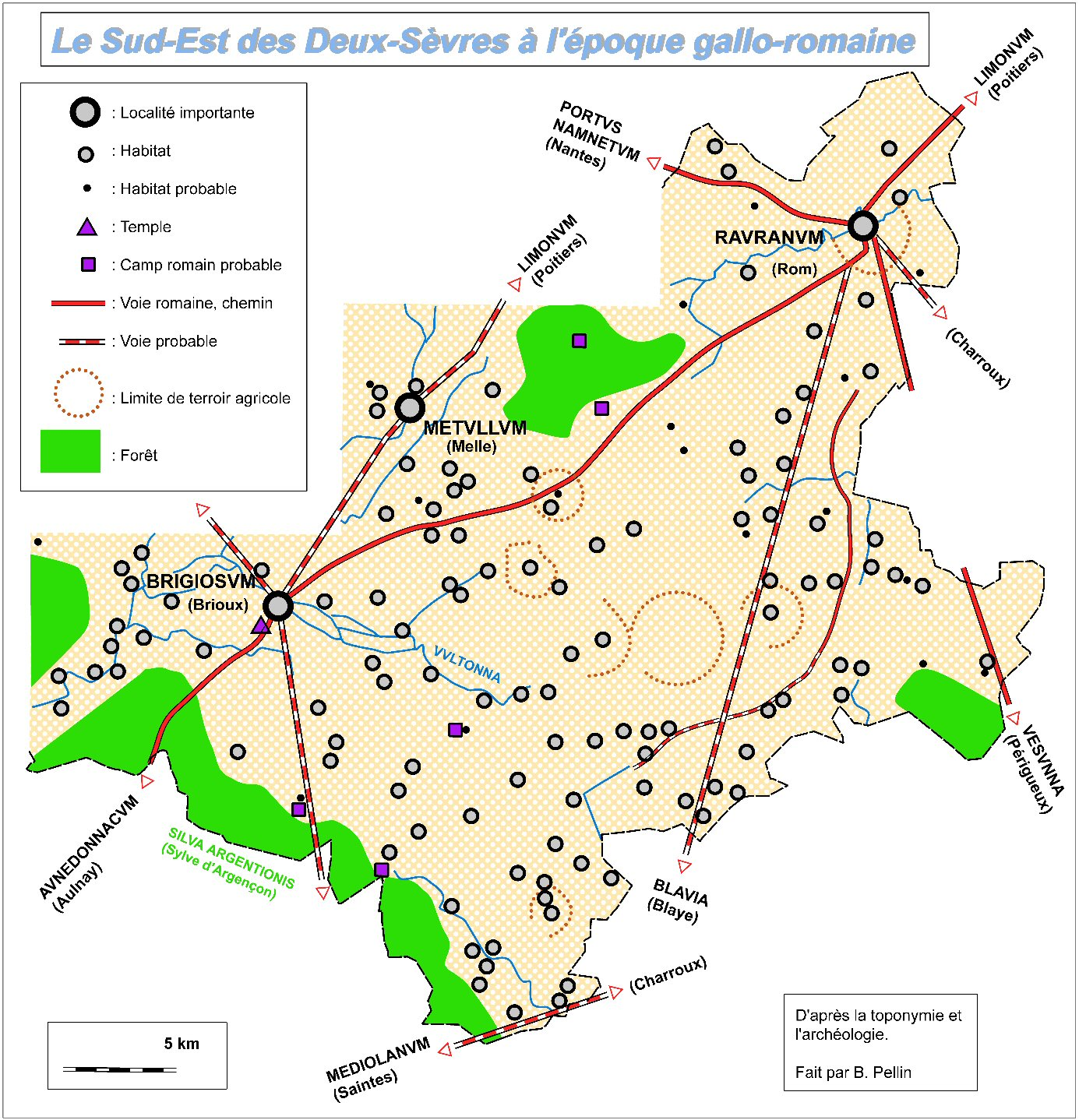
Carte du Sud-Est des Deux-Sèvres à l'époque gallo-romaine d'après la toponymie et l'archéologie.

La présence humaine est attestée sur les lieux dès l'Antiquité, les fouilles archéologiques de Champ-Persé ayant permis de mettre au jour des sépultures des IIe et IVe siècles.

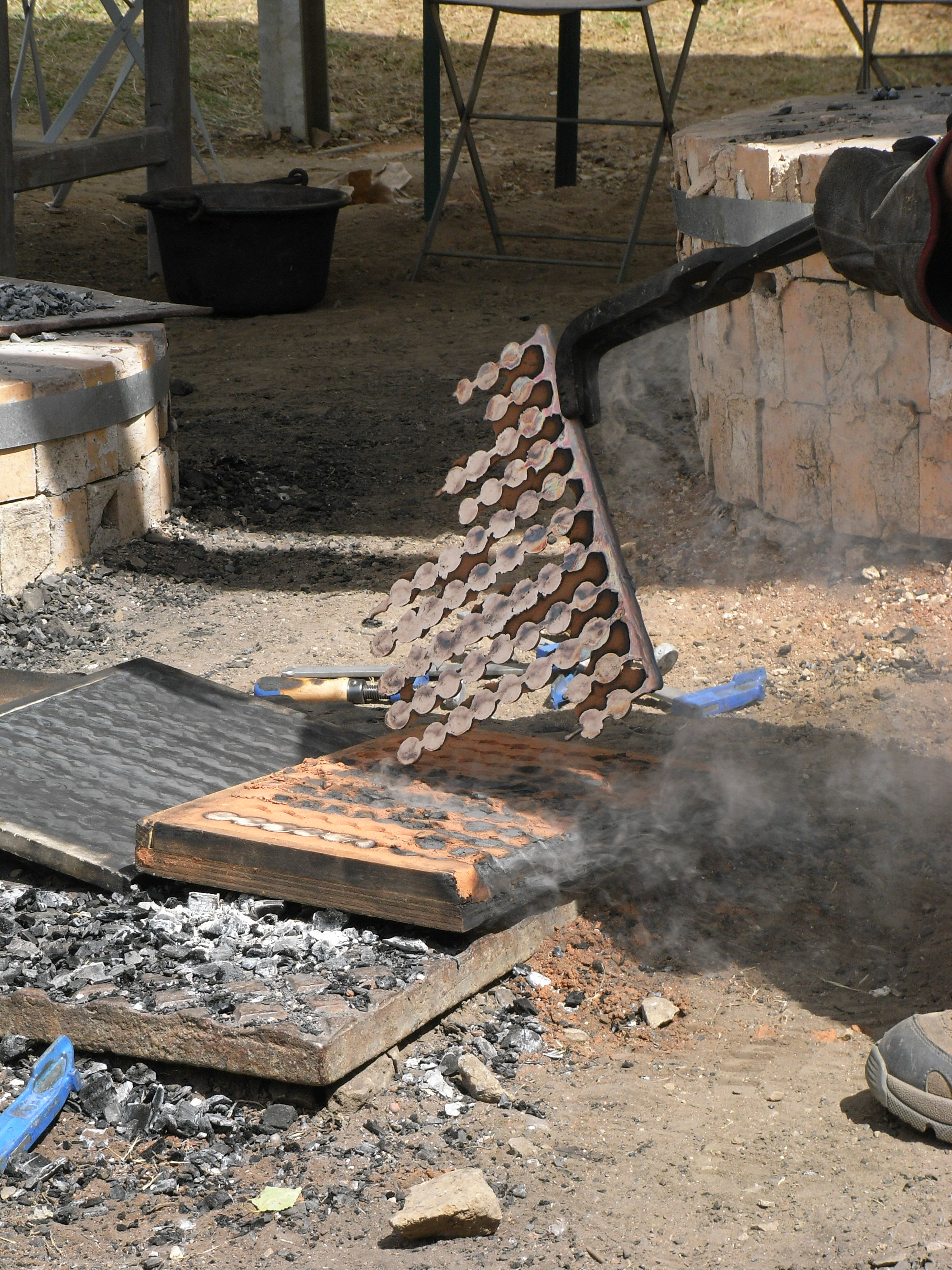
Façonnage de monnaie : reconstitution historique sur le chantier de fouilles des mines d'argent.

Durant le haut Moyen Âge, Melle fut un centre actif de monnayage, grâce à d'importantes mines d'argent situées sous la ville et aux alentours. Celles-ci ont été exploitées de 602 jusqu'à au moins 995. Le minerai extrait était de la galène : du plomb contenant de l'argent. Le plomb servit tout d'abord à payer un tribut aux rois francs : sous Dagobert Ier, huit mille livres en étaient envoyées tous les ans à Paris où il servit à la couverture de la basilique Saint-Denis.
Le monnayage fut actif de 768 à 1189. L'atelier monétaire faisait notamment partie des dix ateliers autorisés à maintenir leur activité grâce à un édit de Charles le Chauve de 864. Il était le seul légal pour la grande Aquitaine. Deux types de monnaies étaient frappées : l'obole et le denier.
L'activité dans un atelier est ainsi décrite : « Les lingots étaient taillés en autant de livres que l'on voulait. On martelait les lingots pour les réduire à l'épaisseur des deniers, puis on découpait des petits carrés, on les arrondissait à coups de marteau et on leur donnait le poids voulu. Les matrices (les coins) étaient façonnées par les graveurs, à l'aide de poinçon, pour donner à chaque côté de la pièce, soit un monogramme royal, soit l'effigie de l'empereur, soit le nom de l'atelier. Le coin trouvé à Melle et conservé au musée de Niort porte la légende CARLUS REX FR. Sur le revers d'un denier de Louis le Pieux, sont figurés deux marteaux et deux coins entourés du mot METALLVM (Melle), lieu de l'atelier monétaire. La frappe pouvait avoir lieu : un flan est placé entre deux coins et reçoit à coups de marteau l'empreinte des deux coins ».
De nos jours on peut visiter une petite partie des anciennes mines d'argent, qui sont les plus anciennes visitables d'Europe. Elles précèdent de plusieurs siècles celles de Bohême.
En 848, les Normands atteignent et pillent Melle, menés par leur chef Hasting. C'est un peu avant l'an 1000 que l'atelier est transféré à la fois à Niort, à Saint-Jean-d'Angély et à Poitiers. La désaffectation des mines à cette époque est peut-être due à un épuisement des filons, ou à des modifications politiques et économiques. À moins qu'elles n'aient pas résisté à un tremblement de terre.
La ville est livrée à Thomas de Wodestock, fils du roi d’Angleterre Édouard III, en 1363, en application du traité de Brétigny, signé trois ans plus tôt.
Durant la Cinquième guerre de religion, le duc de Montpensier prend la ville en 1575, après une résistance de trois jours, et fait pendre le gouverneur. C'est également à Melle que Catherine de Médicis rencontra son neveu et gendre Henri de Navarre, le futur Henri IV en 1586.
Elle fut chef-lieu de district de 1790 à 1795 et d'arrondissement de 1800 à 1926.
Le 1er janvier 2019, Melle fusionne avec Mazières-sur-Béronne, Paizay-le-Tort, Saint-Léger-de-la-Martinière (Elle-même issue de la fusion des communes de Saint-Léger-lès-Melle et L'Enclave-de-la-Martinière en 1973) et Saint-Martin-lès-Melle qui deviennent des communes déléguées au sein de la commune nouvelle de Melle.

## Héraldique
| Blason de Melle | Blason  | D'azur à trois pièces de monnaies ancienne d'argent. |
| Blason de Melle | Détails | Le statut officiel du blason reste à déterminer.     |

## Politique et administration

### Liste des maires
| Période                                  | Période          | Identité          | Étiquette | Qualité                                    |
| ---------------------------------------- | ---------------- | ----------------- | --------- | ------------------------------------------ |
| Les données manquantes sont à compléter. |                  |                   |           |                                            |
| 1878                                     | 1880             | Ernest Saché      |           | Pharmacien                                 |
| 1880                                     | 1884             | Clément de Réigné |           |                                            |
| 1884                                     | 1909             | Théodore Girard   |           | Avoué                                      |
| 1909                                     | 1913             | Edouard Gaud      |           | Médecin                                    |
| 1913                                     | 1918             | Théodore Girard   |           | Avoué                                      |
| 1918                                     | 1923             | Raymond Grèges    |           |                                            |
| 1923                                     | 1929             | Victor Cabanne    |           | Instituteur                                |
| 1929                                     | 1935             | Clément Pinsard   |           | Instituteur                                |
| 1935                                     | 1941             | Charles Lanquin   |           | Libraire                                   |
| 1941                                     | 1943             | Victor Chapuis    |           | Médecin                                    |
| 1943                                     | 1944             | François Voyer    |           |                                            |
| 1944                                     | 1944             | Paul Gazeau       |           | Commerçant                                 |
| 1945                                     | 1946             | Marcel Poinot     |           | Commerçant                                 |
| 1946                                     | 1947             | Henri Devannes    |           | Commerçant                                 |
| 1947                                     | 1967             | Joseph Pineau     |           | Inspecteur                                 |
| 1967                                     | 1977             | Guy Léchelle      |           | Avoué                                      |
| 1977                                     | 1995             | Jean Bellot       | PS        | Charcutier                                 |
| 1995                                     | 2008             | Pierre Poupin     | PS        | Ingénieur                                  |
| 2008                                     | 31 décembre 2018 | Yves Debien       | PS        | Proviseur                                  |
| 2020                                     | En cours         | Sylvain Griffault | proche GÉ | Directeur et régisseur du spectacle vivant |

## Démographie
Ancienne sous-préfecture du département et capitale du « Pays Mellois », la ville a atteint un maximum de 4 402 habitants en 1975 mais n'a cessé de perdre des habitants depuis. Cependant la tendance est fortement ralentie dans les années 2000, qui voient la population stagner.
À partir du XXIe siècle, les recensements réels des communes de moins de 10 000 habitants ont lieu tous les cinq ans. Pour Melle, cela correspond à 2006, 2011, 2016, etc. Les autres dates de « recensements » (2009, etc.) sont des estimations légales.
− 
L'évolution du nombre d'habitants est connue à travers les recensements de la population effectués dans la commune depuis 1793. À partir du 1er janvier 2009, les populations légales des communes sont publiées annuellement dans le cadre d'un recensement qui repose désormais sur une collecte d'information annuelle, concernant successivement tous les territoires communaux au cours d'une période de cinq ans. 
Pour les communes de moins de 10 000 habitants, une enquête de recensement portant sur toute la population est réalisée tous les cinq ans, les populations légales des années intermédiaires étant quant à elles estimées par interpolation ou extrapolation. Pour la commune, le premier recensement exhaustif entrant dans le cadre du nouveau dispositif a été réalisé en 2006,.
En 2014, la commune comptait 3 640 habitants, en évolution de −0,19 % par rapport à 2009 (Deux-Sèvres : +1,97 %, France hors Mayotte : +2,49 %).
| 1793  | 1800  | 1806  | 1821  | 1831  | 1836  | 1841  | 1846  | 1851  |
| ----- | ----- | ----- | ----- | ----- | ----- | ----- | ----- | ----- |
| 1 688 | 1 741 | 1 881 | 2 101 | 2 512 | 2 724 | 2 687 | 2 767 | 2 700 |

| 1856  | 1861  | 1866  | 1872  | 1876  | 1881  | 1886  | 1891  | 1896  |
| ----- | ----- | ----- | ----- | ----- | ----- | ----- | ----- | ----- |
| 2 714 | 2 633 | 2 556 | 2 436 | 2 493 | 2 706 | 2 835 | 2 848 | 2 669 |

| 1901  | 1906  | 1911  | 1921  | 1926  | 1931  | 1936  | 1946  | 1954  |
| ----- | ----- | ----- | ----- | ----- | ----- | ----- | ----- | ----- |
| 2 614 | 2 553 | 2 568 | 2 444 | 2 617 | 2 759 | 2 810 | 2 994 | 3 221 |

| 1962  | 1968  | 1975  | 1982  | 1990  | 1999  | 2006  | 2011  | 2014  |
| ----- | ----- | ----- | ----- | ----- | ----- | ----- | ----- | ----- |
| 3 762 | 4 257 | 4 402 | 4 119 | 4 003 | 3 851 | 3 659 | 3 667 | 3 640 |

| selon la population municipale des années : | 1968 | 1975 | 1982 | 1990 | 1999 | 2006 | 2009 | 2013 |
| Rang de la commune dans le département      | 4    | 7    | 9    | 11   | 11   | 12   | 13   | 13   |
| Nombre de communes du département           | 351  | 302  | 303  | 307  | 308  | 305  | 305  | 303  |

## Économie
Melle possède un bureau de la Chambre de commerce et d'industrie des Deux-Sèvres.
Melle mise beaucoup sur le tourisme pour son développement, notamment grâce à son patrimoine exceptionnel, à son image de ville botanique, verte et fleurie.
La commune de Melle est de petite taille dès que l'on quitte la ville on sort assez rapidement de la commune, la plupart des commerces, usines, ateliers, et autres qui entourent la ville sont bien souvent sur le territoire des communes voisines.

### Agriculture
Les environs de Melle vivent principalement de l'agriculture. Le bocage a été détruit par des opérations de remembrement.
Longtemps Melle fut réputée pour son centre d'élevage de mules et de baudets du Poitou. Ces derniers ont presque disparu du paysage mellois. La motorisation des campagnes a, en effet, mis fin à l'utilisation de cet animal. Les baudets ont équipé pendant des années l'armée. De nombreuses foires étaient organisées, ayant un rayonnement dépassant les frontières de la France.

### Industrie chimique

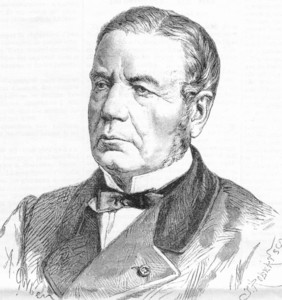
Jean-François Cail, Industriel et père d'Alfred Cail, inventeur d'un système de distillation industrielle d'éthanol.

Les « Usines de Melle » et Saint-Léger-de-la-Martinière sont nées au XIXe siècle de la production industrielle d'alcool éthylique à partir des betteraves.
Elles ont été créées au départ par Alfred Cail, fils de l'industriel Jean-François Cail sous la forme d'usine produisant du sucre à partir de betteraves sucrières.

Après une faillite en 1885, les usines ont été rachetées pour devenir des distilleries d'alcool de betterave. Une unité de production d'alcool absolu est construite en 1910, suivie d'une autre d'acétates vers 1912 (dont la demande sera forte durant la guerre).
Avec la Première Guerre mondiale, les usines évoluent vers de la chimie et biochimie industrielle, elles fabriqueront des solvants et produits utilisés pour la confection des explosifs utilisés dans les munitions dont la production devenait intensive.

Après plusieurs rachats (dont en 1972 par le groupe Rhône-Poulenc, alors que l'usine faisait travailler 750 personnes), elles produiront notamment de la cyclopentanone (à partir de 1980) et fabriquent maintenant divers produits chimiques, et appartiennent au groupe français Rhodia pour une part et au groupe danois Danisco pour l'autre part. L'usine Rhodia est une source de risque technologique et de pollution, mais est aussi devenue la seconde entreprise du département, derrière Rougier (fondée en 1923),.

### Média
La radio D4B basée à Melle est une des dernières radios associatives locales. Elle existe depuis 1982.

## Lieux et monuments

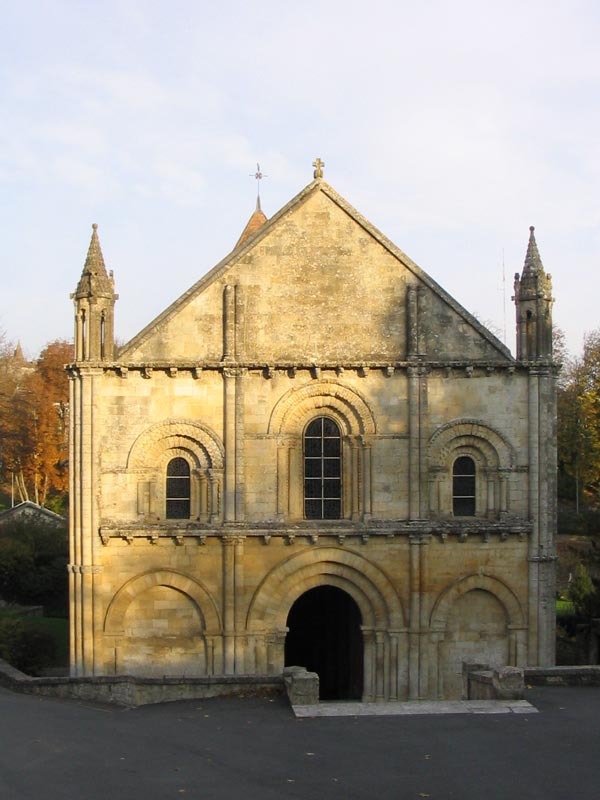
Façade de Saint-Hilaire

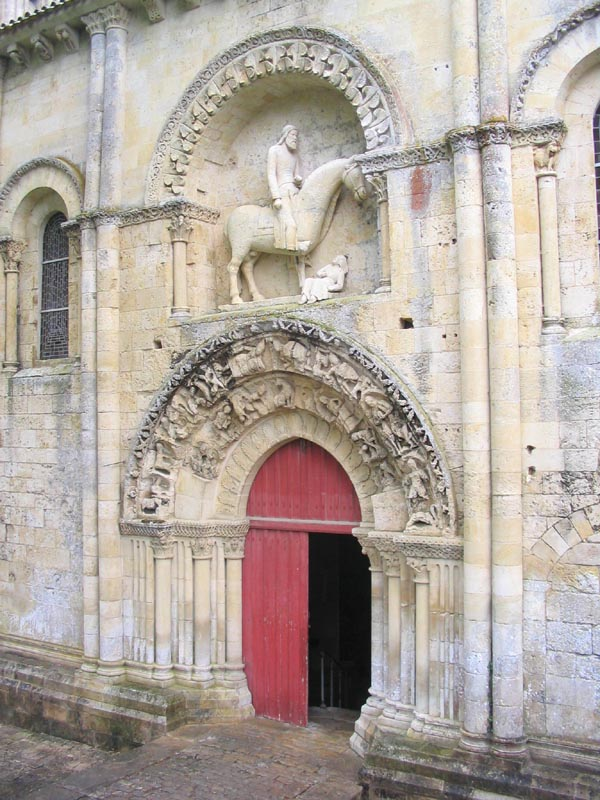
Portail de Saint-Hilaire.

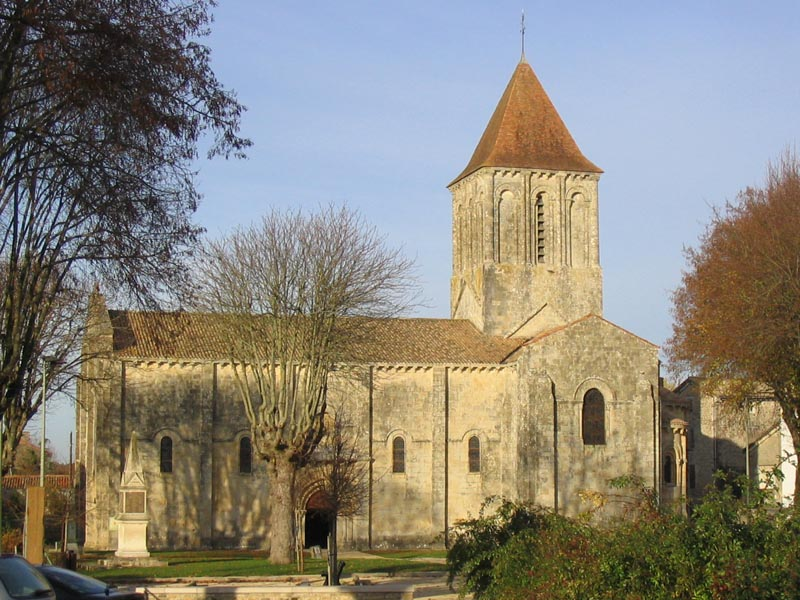
Église Saint-Pierre.

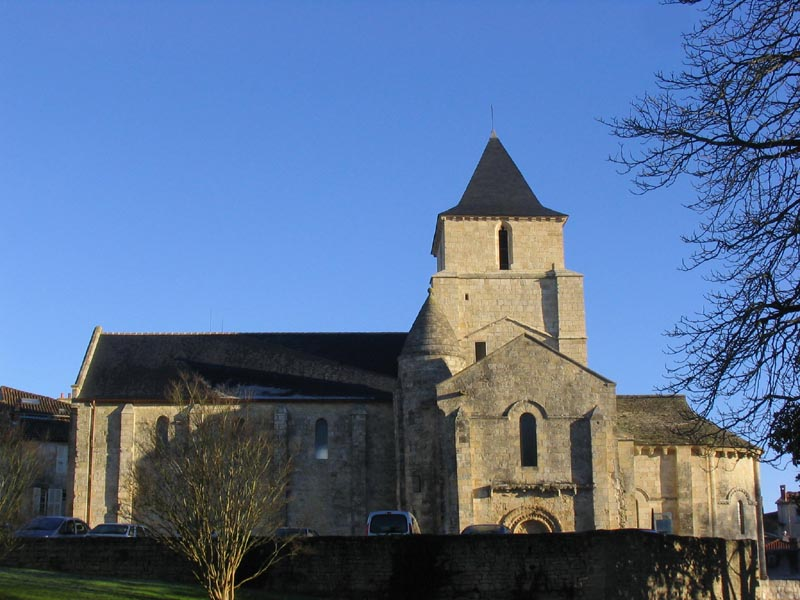
Église Saint-Savinien

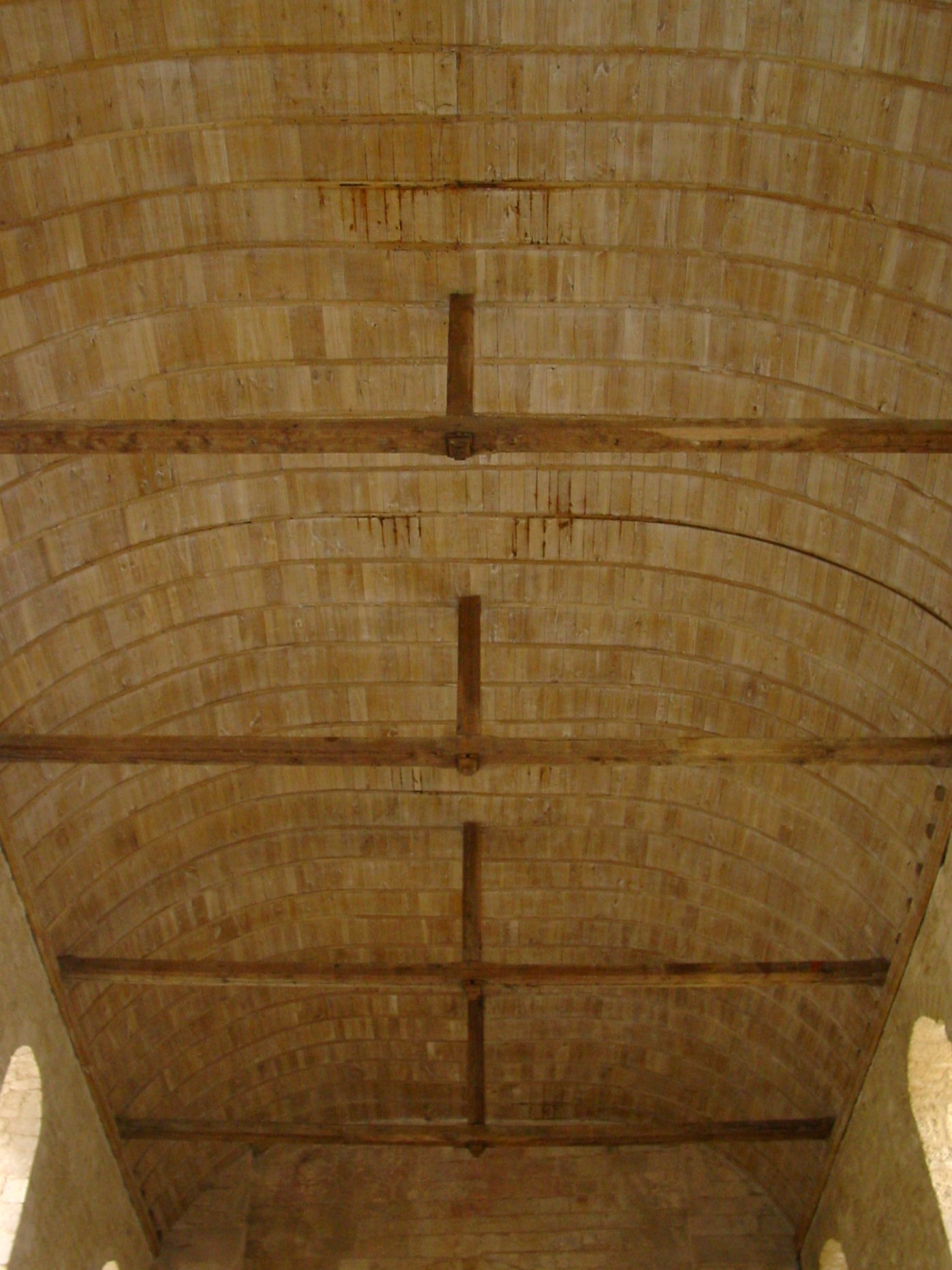
Église Saint-Savinien, la charpente.

Outre ses vestiges des fortifications médiévales, Melle possède trois églises romanes intéressantes. Leur construction est concentrée entre la fin du XIe siècle et le milieu du XIIe siècle, ce qui offre en un seul lieu un condensé de l'évolution architecturale de cette époque. On appelle cet ensemble la triade romane de Melle.

### Église Saint-Hilaire
Du nom du premier évêque de Poitiers, mort en 367, cette église, la plus vaste des trois, est également la seule à être toujours utilisée en tant que lieu de culte. D'après une charte du Xe siècle, l'église dépendait du prieuré bénédictin de Saint-Jean-d'Angely et fut sans doute donnée à l'abbaye en 961 par Guillaume Tête d'Étoupe, comte de Poitou. À l'origine l'église était en bois. Elle fut remplacée au XIIe siècle par l'édifice actuel. Ce dernier fut construit en deux étapes : vers 1090 pour le chœur et le transept, et vers 1150 pour la nef et la façade.
L'église Saint-Hilaire est classée Monument Historique depuis le 30 mars 1887. Elle est aussi classée au patrimoine mondial de l'UNESCO depuis 1998, en tant qu'étape des chemins de Compostelle en France.

### Église Saint-Pierre
L'église Saint-Pierre a été construite en calcaire ocre au début du XIIe siècle sur l'emplacement d'un oratoire datant de 950 et dépendant de l'abbaye de Saint-Maixent. Cette première église était cernée par un cimetière carolingien.
L'église a été restaurée entre 1965 et 1966 et a retrouvé de nouvelles verrières et une nouvelle toiture.
Elle est classée Monument Historique depuis 1862.
Le plan de l'église est très simple : une large nef menant à un transept à bras plats sur lequel s'ouvrent deux absidioles. Ces dernières épaulent l'abside centrale du chevet. La croisée du transept est surmontée d'une tour carrée percée de quatre baies étroites et couverte d'un toit pyramidal datant de 1466.

### Église Saint-Savinien
Probablement la moins remarquable des trois mais la plus ancienne, elle est la seule à avoir été construite dans la cité féodale.
Sa façade est simple mais harmonieuse. Elle préfigure celles du XIIe siècle. Elle offre un portail encadré de deux arcatures aveugles. Le tympan du portail est en forme de batière, décor fort répandu en Auvergne mais rare en Poitou. Les sculptures en faible relief montrent un christ cerclé dans un médaillon, debout entre deux lions. Au-dessus de la porte, entre les corbeaux de la corniche, on distingue des animaux taillés en méplat : des quadrupèdes, un oiseau, un cerf, un poisson, ainsi que des personnages luttant, un chevalier et une scène érotique.
Le croisillon sud abrite un portail de style roman.
À l'intérieur, sa nef unique est couverte d'une charpente en forme de bateau renversé.
Il est possible d'y admirer le tombeau des magistrats François Houliers (1555) et Pierre Saturne Houliers (1665), l'auteur du jugement dit des "buchettes" qui inspira à la Fontaine son conte : le Juge de Melle.
Sur un pilier du chœur, un chapiteau représente le martyre de saint Savinien. La croisée du transept est surmontée d'une coupole sur trompes.
Elle fut transformée en prison de 1801 à 1927, et elle abrite maintenant un festival de musique et des expositions.
Elle a été classée Monument Historique le 18 avril 1914.

### L'hôtel de Ménoc ou Évêché
Un joli hôtel du XVe siècle qui tire son nom de la famille de Menoc qui s'installa à Melle vers la fin du XIIIe siècle. En 1841 il fut décidé d'y installer le tribunal pour ce faire les bâtiments ont été modifiés en 1846, puis une façade fut refaite en 1863 par M. Murisson architecte départemental, dans un style néo-gothique flamboyant.
Il a donc abrité le Palais de justice jusqu'au 31 décembre 2009. Depuis le 1er janvier 2010, ce service est transféré à Niort et le bâtiment est vide. La salle des pas perdus est régulièrement utilisée pour des expositions.
Les tours du XVe siècle ont été classées monuments historiques le 11 mai 1911.
L'origine de l'appellation "Évêché" reste obscure, aucun évêque n'a jamais siégé à Melle. Cette dénomination n'est plus utilisée actuellement.

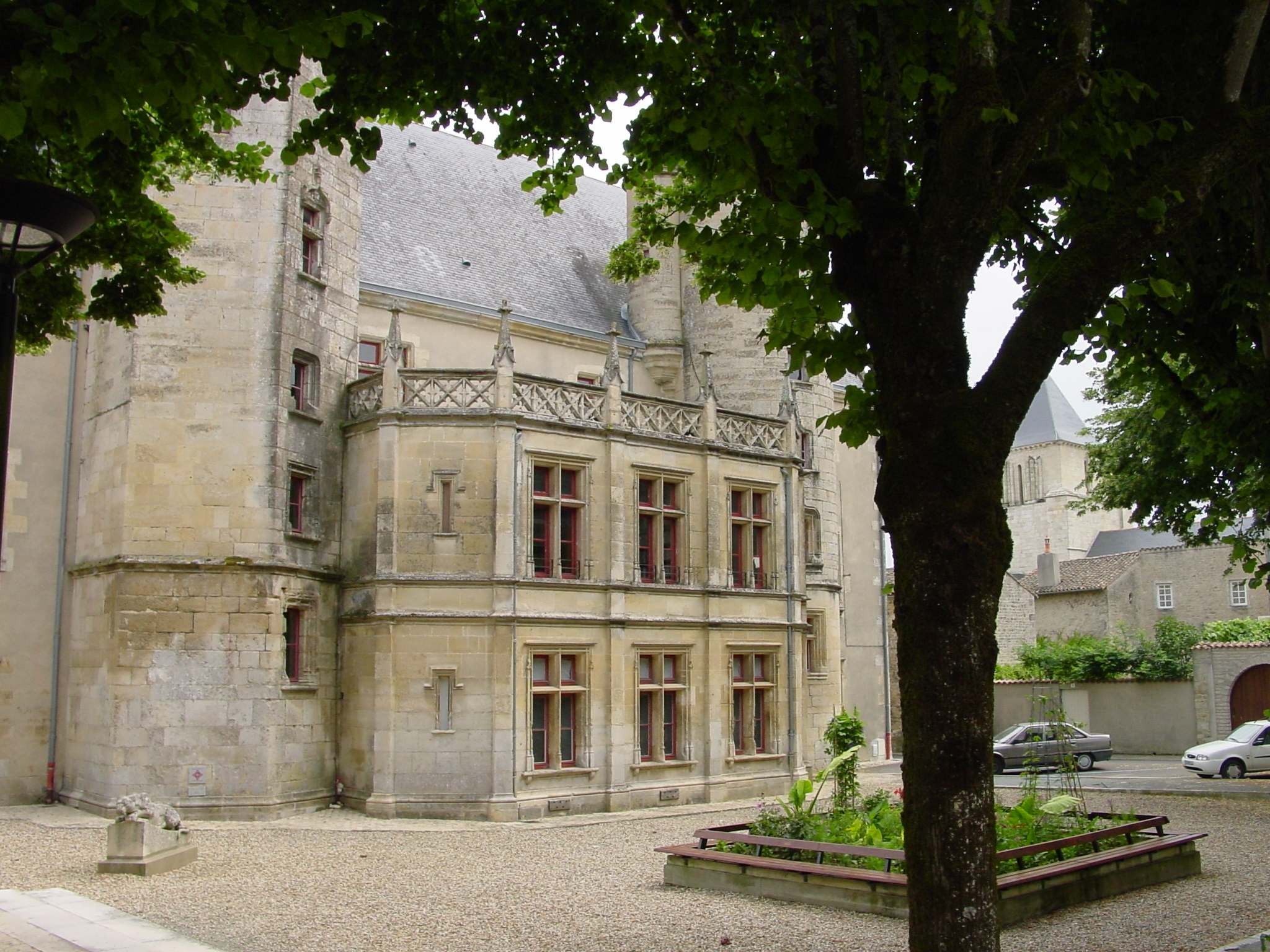
Hôtel de Ménoc.
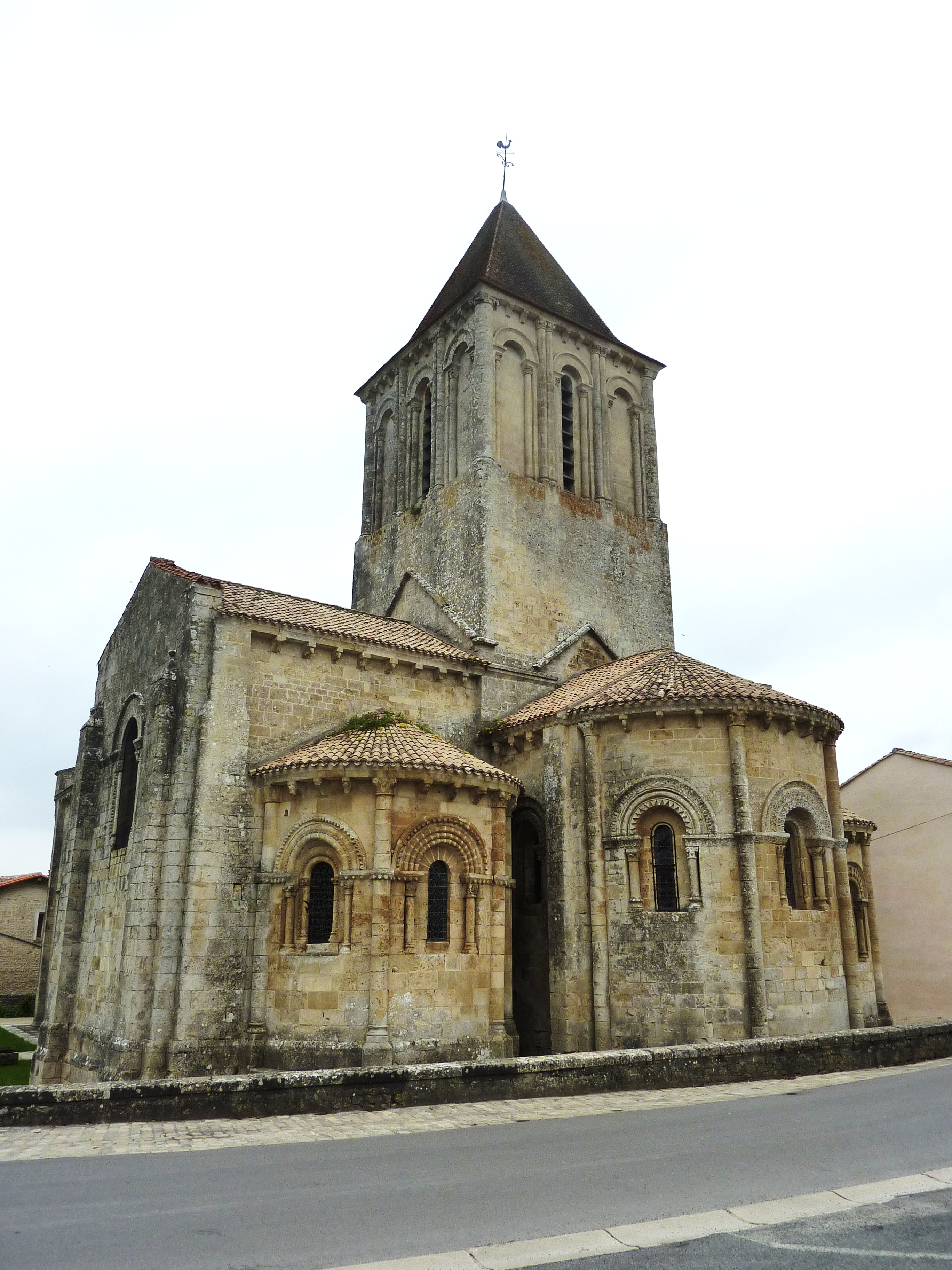
Le chevet de l'église romane Saint-Pierre.
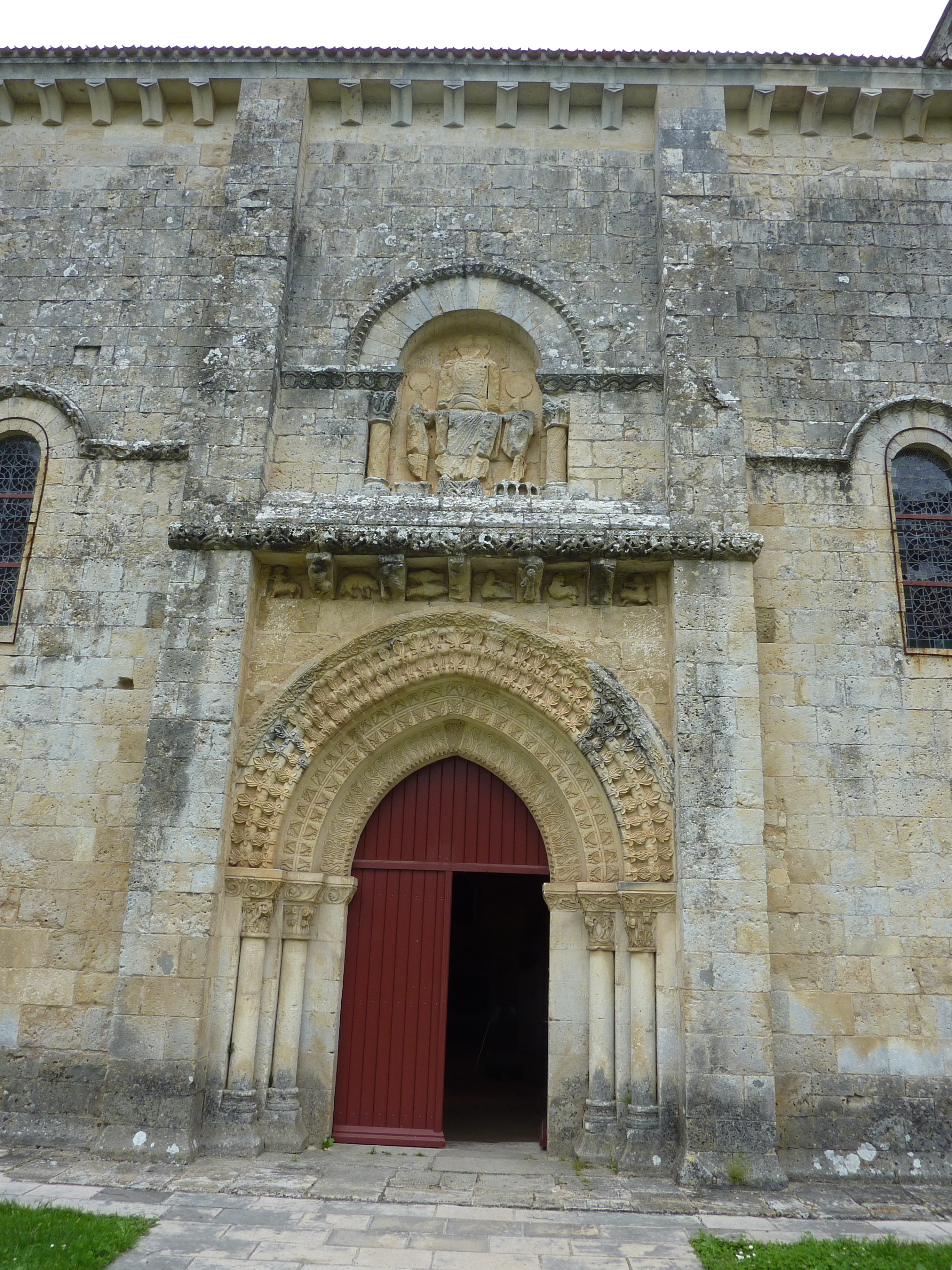
Le portail sud de l'église romane Saint-Pierre.

### Arboretum
En 1979, la ville de Melle, sur l’initiative de son maire Jean Bellot rachète l’ancienne voie ferrée pour y créer un arboretum. Cet arboretum appelé chemin de la découverte, est un chemin piétonnier de six kilomètres qui emprunte les tracés de l'ancienne voie ferrée de la SNCF, de la voie ferrée privée de l'usine de Melle et de chemins ruraux.
Le circuit forme un cercle autour de Melle. Le parcours a reçu le prix national de l'Arbre en 2006. Tour à tour sauvage ou aménagé, le parcours passe près d'un jardin carolingien créé sur le site des anciennes mines d'argent des rois francs. Ce jardin présente une soixantaine de plantes médicinales et de légumes oubliés : chou-palmier, dolique, cardère, mandragore...
Le parcours relie ensuite les différents monuments et curiosités de Melle. Une cinquantaine d'essences rares en Europe ont été retenues pour leurs écorces colorées.
1 000 espèces d'arbres ou bien encore d'arbustes à feuillage caduc alternent le long de l'ancienne voie qui remonte vers la gare et le pont de chemin de fer, avec des rosiers botaniques et des rosiers anciens.
Le site a été classé par le Conservatoire des collections végétales spécialisées et il est le 3e arboretum de France pour le nombre de ses collections.
Le 25 octobre 2008, le maire Yves Debien inaugure l'Allée Jean-Bellot, du nom de l'ancien maire de Melle qui fut à la tête de la ville pendant 18 années et à l'origine de ce chemin de la découverte.
En 2021, l’arboretum possède une collection de groseilliers de 34 espèces, 4 variétés et 2 cultivars.

### Les mines d'argent des rois francs

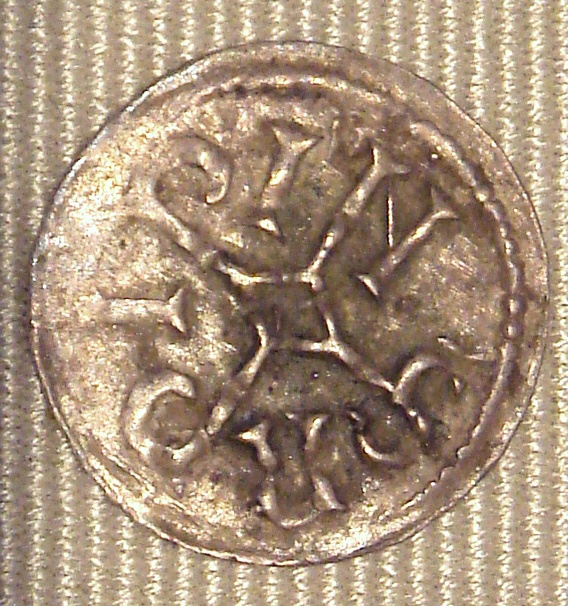
Obole de Pépin d'Aquitaine (vers 845-848) sans doute frappée à partir de lingots d'argent produits à Melle (Cabinet des médailles).

Les mines d'argent des rois francs sont un site archéologique situé rue du Pré-du-Gué et ouvert de mars à novembre,. Ces mines ont été exploitées du VIIe au Xe siècle. Elles sont au nombre d'une vingtaine correspondant à une trentaine de kilomètres de galeries creusées par l'homme sur plusieurs niveaux et dont la hauteur varie de 1 à 8 m selon l'abondance des filons.
Plus précisément, on extrayait de ces mines de la galène argentifère, qui contient plus de plomb que d'argent (en moyenne, 1 g d'argent pour 1 kg de minerai brut). Les mines étaient connues dès l'époque romaine et exploitées par la technique de l'abattage au feu du fait de la dureté de la roche : des buchers verticaux étaient allumés dans les galeries, pour faire éclater la roche, ce qui nécessitait des puits d'aération. La production a été estimée à 90 000 tonnes de plomb destiné principalement à la couverture des bâtiments (en particulier l'abbaye de Saint-Denis, près de Paris) mais aussi pour les canalisations et certains alliages. Le minerai, lavé sept fois, pour extraire la gangue, était l'objet de fonte itérative pour en extraire l'argent métal. Cette masse d'argent, une fois transformée en lingot monétaire, correspondrait à 10 000 pièces (deniers et oboles) qui auraient été frappées entre 768, à la suite de l'édit de Pîtres de Charles le Chauve, et 1189. L'argent était aussi envoyé à Paris.
Les galeries, tombées en désuétude, ont été redécouvertes en 1830, par M. Bonard, à l'occasion de l'exploitation d'une carrière de pierre pour le remblai des routes, qui, en s'attaquant à la falaise, remit au jour les accès de la mine. Aujourd'hui, sur environ 30 km de galeries, 350 m se visitent. La scénographie consiste en la diffusion d'une bande sonore ayant vocation à recréer l'atmosphère de la mine pendant la visite (c'est une création de l'artiste danois Knud Viktor), en l'éclairage des géodes où se cristallise la galène, des cheminées d'aération, des traces d'oxydation de la roche, et d'un parcours pédagogique autour de l'activité de mineur à cette époque. À la sortie des galeries, une hotte de métal abrite trois fours. Il s'agit de modèles expérimentaux reconstitués à partir de documents anciens pour transformer et réduire le plomb et en extraire l'argent. D'autres structures métallurgiques sont visibles dans le parc des Mines. Des expérimentations archéologiques ont lieu l'été. Le site est conventionné avec le CNRS.
Le site a reçu 17 000 visiteurs en 2005, ce sont les plus vieilles mines visitables en Europe.

### Le musée des motocyclettes Monet et Goyon
Le musée "Collection de motocyclettes Monet & Goyon" est situé espace Sainte-Catherine, près de la Poste. Le musée présente une collection de motocyclettes des années 1920 à 1950 : bicyclettes à moteur, 175 cm3 des années 1920, grosses cylindrées d'après-guerre. Elles sont toutes en parfait état de marche. C'est la plus importante collection de France sur ce sujet.

### Autres lieux d'intérêt
- Via Turonensis : la commune est traversée par la voie de Tours vers Compostelle empruntée par les pèlerins des Chemins de Compostelle. Un gîte municipal a été ouvert pour accueillir les randonneurs du GR 655, complétant les hébergements  familiaux assurés notamment par d'anciens jacquets.
- Un temple protestant,construit en 1836, très vaste et servant parfois de salle d'exposition.
- Des halles de style Baltard édifiées en 1903 par M. Mongeaud architecte départemental. Elles sont situées à l'emplacement d'anciennes halles en bois construite en 1836.Les halles de Melle.

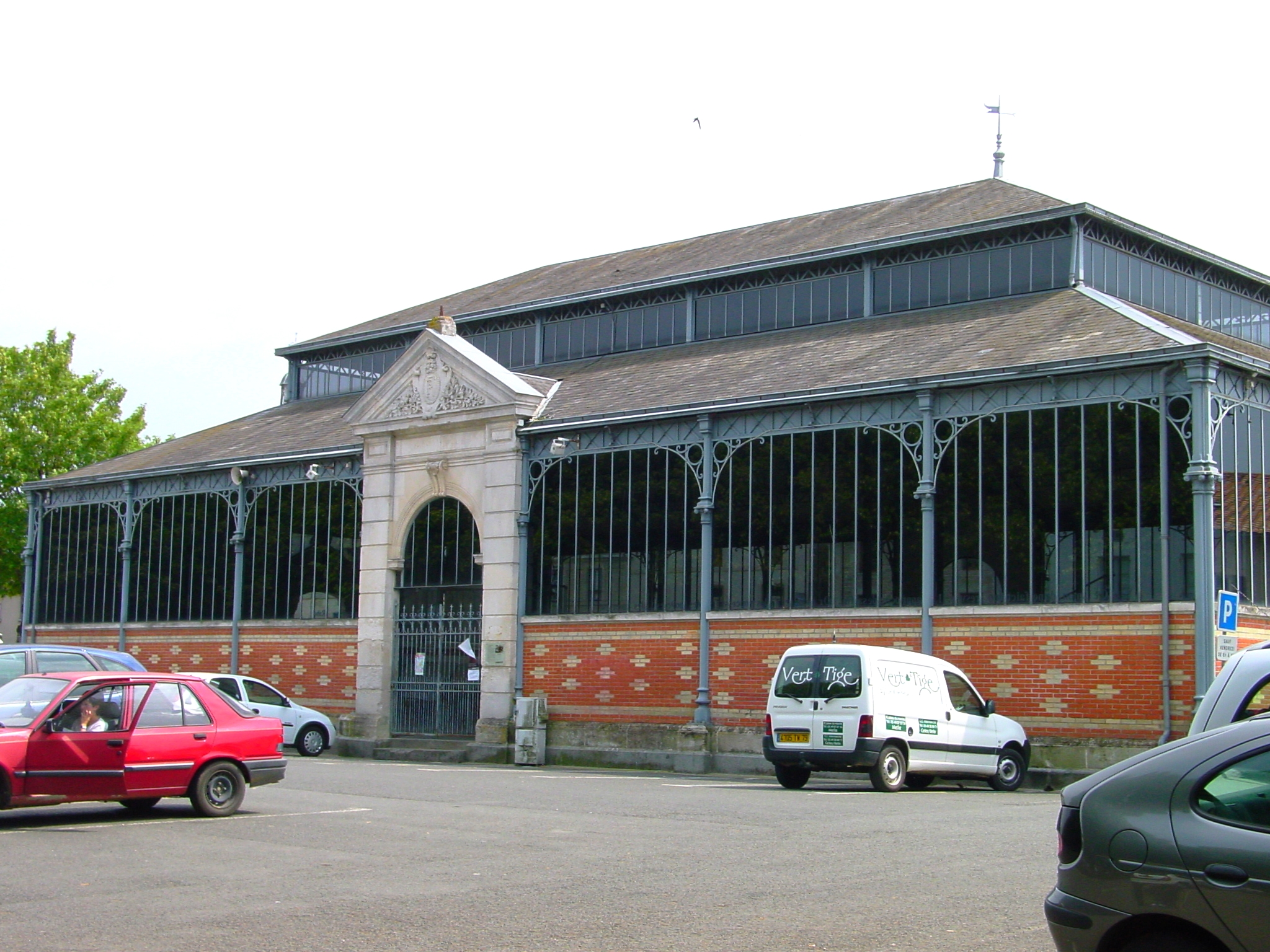
Les halles de Melle.

- Un kiosque à musique en métal style Art Déco, construit en 1930[33].
- Un portail Art nouveau.
- Le lavoir de Villiers, bassin ovale, rare dans l'Ouest de la France. Il est protégé par une charpente octogonale percée d'arcades. D'autres lavoirs sont visibles dans les environs de Melle : le lavoir de Loubeau, la fontaine au Beurre, le lavoir de Saint-Thibault.
- L'hospice avec sa belle porte du XVIIe siècle provenant du couvent du Puy-Berland se distingue par les draperies enroulées sur ses colonnes et par les angles sculptés dans les écoinçons de l'archivolte.
- Des fortifications, il ne reste que quelques morceaux : une tour rue des Fossés, des portions de tours dans les anciens remparts qui dominent encore la rue de la Petite-Motte.
- Sur la place Saint-Pierre : un monument aux morts de la guerre de 1870-1871 (1881) initialement édifié place Bujault mais déplacé en 1900 et le sarcophage d'un bachelier. Les bacheliers au Moyen Âge étaient des jeunes gens qui se destinaient à être chevaliers et qui se regroupaient en confréries dites "bachelerie".

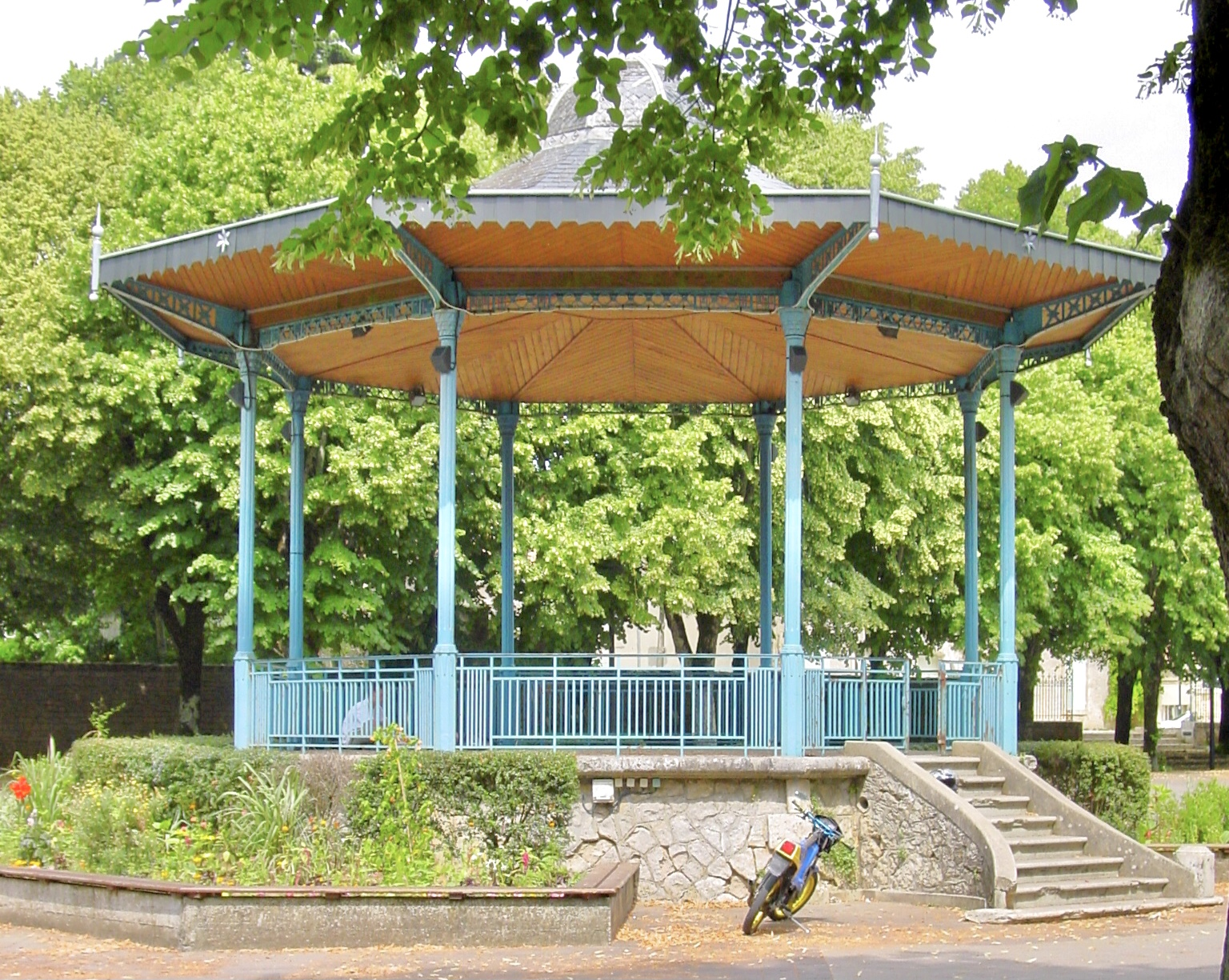
Le kiosque à musique.

- Lavoir de La Cure, situé sur le territoire de la commune déléguée de Mazières-sur-Béronne.
- Église de Saint-Léger-lès-Melle.
- Prieuré des Bénédictins Saint-Pierre-ès-Liens situé au sud de la commune, excentrée du bourg de Paizay-le-Tort.
- Prieuré Saint-Martin (propriété privée) : fondé au Moyen Âge, le domaine est composé actuellement d'une maison de maître construite vers 1830, qui remplace le logis prieural. Après la démolition partielle de l'église, un logement secondaire, des communs et une serre sont construits. Il est également possible de voir au cœur du prieuré, un lavoir de 1880 et un pigeonnier pouvant dater du XVIIe siècle.

Le prieuré entièrement clos possède un jardin à l'anglaise.
- Château de Melzéard et sa tour, située un kilomètre au nord-ouest du prieuré.
- Château de Chaillé, à Saint-Martin-lès-Melle, désormais occupé par une maison de retraite a été construit de 1603 à 1604 sur les vestiges d'un ancien château médiéval. Les dépendances sont certainement antérieures à la construction du château et ont été restaurées en 1650 et 1658. La face sud du château est remarquable grâce à ces deux galeries à arcades superposées, placées du côté des terrasses et des deux autres cours. Cette originalité architecturale est peut-être due à l'influence italienne.

## Culture
Melle est particulièrement active sur le plan culturel. La municipalité est à l'origine de nombreux évènements et apporte également son soutien aux initiatives des associations.
- Tous les deux ans se tient la Biennale d'Art contemporain de Melle accueillant des œuvres d'artistes de renommée comme Tadashi Kawamata,Andy Goldsworthy ou Rainer Gross. L'édition de 2007 a été marquée par la participation de Gilles Clément et sa réalisation à Melle du premier "jardin de résistance" visant à marquer son opposition à l'élection de Nicolas Sarkozy à la présidence de la République. Une nouvelle édition intitulée Être Arbre, Être Nature a eu lieu au cours de l'été 2009 sous la direction artistique de Dominique Truco.
- Au cœur de la ville, le Café du Boulevard[34], qui n'a jamais changé de nom même si aucun boulevard n'est répertorié dans les environs, est devenu un lieu de vie et de spectacles. Un vernissage inaugure chaque mois la mise en place des nouvelles expositions organisées par Léo[35]. Le café accueille différentes associations proposant une programmation régulière et diversifiée, principalement les Arts en Boule et la Ronde des Jurons.
- Les Arts en Boule[36] proposent depuis plus de 10 ans une programmation jazz et chaque trimestre, Michel Pineau y anime une revue de presse humoristique offrant une analyse géopolitique locale, départementale et nationale qui se conclut par un immanquable huîtro-muscadet. L'association organise également, fin juillet, Le Boulevard du Jazz, festival gratuit, populaire et exigeant.
- La Ronde des Jurons[37] est organisatrice d'événements culturels tels qu'un concert de rentrée en septembre qui a accueilli les Têtes Raides (2008), Thomas Fersen (2009) ou Jacques Higelin (2010), mais aussi des événements comme Les Nuits Romanes, en lien avec la région. Par ailleurs, elle accompagne des groupes amateurs locaux et réalise les tournées d'artistes professionnels tels que Zed Van Traumat, Coup d'Marron, Luis Francesco Arena...
- L'association le Plancher des Valses propose des soirées danses autour des musiques traditionnelles.
- L'association Les Accrochés regroupe des amateurs d'art et des artistes locaux (peintres, mosaïstes, céramistes, vidéastes, plasticiens, tisserands...). Elle a pour vocation d'aider les artistes en les soutenant dans leurs projets, en proposant diverses aides. Les accrochés sont à l'initiative d'une Artothèque (prêt d'œuvres d'art) par l'intermédiaire de la médiathèque.
- Les Amis de Saint Savinien organise, chaque été depuis 1970, un festival de musique classique dans l'église de Saint-Savinien. L’église Saint-Hilaire et le café du Boulevard se rallient à ce grand projet.
- Le Méliès[38] est un cinéma d'Art et d'Essai géré par L'association "Cinémel" qui existe depuis 1985. Son but, est de « soutenir, développer, assurer la diffusion du cinéma populaire et d'Art et d'Essai sur Melle et dans le pays Mellois ». L'association y programme les films, favorise toute action en direction des jeunes publics, propose des Festivals, des animations dont certaines en partenariat avec le tissu associatif local.
- Les Amis de la Librairie indépendante (ALIR)[39] promeut l'existence des librairies de proximité, notamment en milieu rural et plus particulièrement encore Melle. L'association s'est créé en 2006 pour essayer d'empêcher la fermeture de la Librairie du Palais, librairie généraliste présente depuis des décennies dans la ville. Cette initiative citoyenne n'a pas suffi alors, mais si la Librairie du Palais a fermé, une nouvelle librairie de qualité, spécialisée dans la Jeunesse mais où l'on peut tout commander, a ouvert ses portes, Le Matoulu. L'association aide les libraires, à Melle ou ailleurs, qui la sollicitent et organise des évènements culturels, en liens avec les libraires et la médiathèque, pour promouvoir l'importance du métier de libraire et donner toute leur place à nos librairies de proximité.

## Personnalités liées à la commune

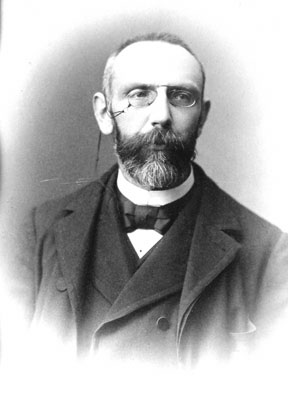
Marcel Brillouin.

- Joseph Avenol, secrétaire général de la Société des Nations.
- Ségolène Royal, présidente de la région Poitou-Charentes, ex-députée de la circonscription, inscrite sur la liste électorale de la commune, et ancienne conseillère municipale (de 1989 à 1995).
- Laurent Cantet, cinéaste, est né à Melle le 15 juin 1961. Palme d'or à Cannes en 2008 pour Entre les murs (à l'unanimité des membres du jury).
- Michel Chaillou (1930-2013), écrivain, Grand prix de littérature de l'Académie française en 2007 pour l'ensemble de son œuvre, a été maître d'internat au collège de garçons de Melle en 1955-1956. Il relate cette expérience dans son roman La Vie privée du désert (Seuil, coll. Fiction & Cie, 1995 ; Points, 1997), suite de Mémoires de Melle (1993).
- Yvonne Verdier (1941-1989), ethnologue membre du Laboratoire d'anthropologie sociale, autrice de Façons de dire, Façons de faire [1979].
- Guy Texereau, athlète français, né à Melle le 14 mai 1935 et mort le 11 avril 2001 ; spécialiste du 3 000 m steeple, cross-country et marathon. Ancien recordman de France en 8 min 30 s (1966 à 1971) sur 3 000 m steeple. Trois participations aux JO en 1960, 1964 et 1968.
- Marcel Brillouin, mathématicien et physicien français, né dans la commune voisine de Saint-Martin-lès-Melle le 19 décembre 1854. Son fils Léon Brillouin apporta à la science des contributions importantes, laissant en particulier son nom à la diffusion Brillouin et aux zones de Brillouin.
- Fabrice Grosfilley, ancien animateur de la radio D4B.
- Gaston Deschamps, archéologue, écrivain et journaliste né à Melle.
- Jacques Jarry, archéologue et épigraphe, a été enseignant au lycée de Melle.
- René Hardy, assigné à résidence et mort à Melle, résistant ou collaborationniste, sujet d'une controverse liée à la dénonciation de Jean Moulin enterré au cimetière de Paizay-le-Tort..
- Jean-Louis Fournier, (1774-1847), général français de la Révolution et de l’Empire, né à Melle.
- Charles Jean Louis Aymé, (1770-1852), baron d'Empire, chef d'état-major des armées du maréchal Murat (roi de Naples) est né et décédé à Melle.
- Théodore Girard, (1851-1918), maire de Melle de 1884 à 1909, puis de 1913 à 1918, sénateur des Deux-Sèvres de 1895 à 1918 et ministre de la Justice du 3 novembre 1910 au 2 mars 1911 dans le gouvernement Aristide Briand (2).
- Hervé Blanché, né à Melle le 6 mars 1969, avocat au barreau de La Rochelle-Rochefort, maire de Rochefort (Charente-Maritime) et président de la communauté d'agglomération Rochefort-Océan depuis 2014.
- Vincent Poussard, né le 15 mars 1968 à Niort, ancien cuisinier de François Mitterrand, a vécu jusqu'à ses 14 ans à Melle, où son père était ouvrier à l'usine Rhône-Poulenc, a été le propriétaire et cuisinier du restaurant L'Oiseau Bleu à Bordeaux, professeur au lycée hôtelier de Talence et formateur à l'école de cuisine Quai des Saveurs. [79]